# 八木かなえ
八木 かなえ（やぎ かなえ、1992年7月16日 - ）は、日本の女子重量挙げ選手。オリンピックに3大会（2012年ロンドン・2016年リオ・2020年東京）連続出場し、2016年リオデジャネイロオリンピック女子53kg級で6位入賞。兵庫県神戸市西区出身。金沢学院大学卒業。2022年末まで綜合警備保障に所属。

## 経歴
神戸市立押部谷中学校を経て兵庫県立須磨友が丘高等学校卒業後、2011年金沢学院大学に進学、2015年卒業。
5歳から器械体操を始め、中学時代には「全日本ジュニア選手権（2部）」の個人総合で7位に入賞するほどだったが「10年で一区切り」と体操からの転向を考え、2008年高校入学と同時に新たに重量挙げを始めた。当時、須磨友が丘高校でウエイトリフティング部の監督をしていた保健体育の横山信仁教諭が八木の才能を見抜き、短期間での競技力向上となった。
2008年、重量挙げに転向してからも瞬く間に頭角を表し、競技歴わずか8ヶ月で「アジアユース48kg級」で優勝した。翌2009年には「全国高校女子選手権53kg級」も制し、この年の「世界選手権48kg級」では日本代表にも抜擢され、日本高校新記録を出して世界選手権10位の成績を残した。「全国高校女子選手権53kg級」では2011年まで3連覇を達成した。
大学進学後、初めての公式戦となった「全日本女子学生選手権53kg級」で大会新記録を樹立して優勝し、さらに2012年に「全日本選手権53kg級」で初優勝を果たして同年のロンドンオリンピックの代表に選ばれた。2012年7月29日に同オリンピック女子53kg級に出場して12位（スナッチ82kg・ジャーク109kg）となった。
2013年にロシアのカザンで開かれたユニバーシアード53kgで優勝し、初の国際総合競技大会金メダルを手にした。同年8月に神戸市から「市スポーツ特別賞」を贈られた。
2015年4月1日付で綜合警備保障（ALSOK）に入社した。
2016年8月7日にリオデジャネイロオリンピック女子53kg級に出場した。「プレッシャーがやばかった。体が動かなかった」ため記録はスナッチ81kg・ジャーク105kgで、自己ベストにはほど遠かったものの、6位に入賞した。
リオ五輪後に国際ウエイトリフティング連盟が階級区分を変更して女子53kg級を廃止したため、八木は55kg級への転向を余儀なくされ、以後は記録が伸び悩むようになった。しかし3大会連続となる2020年東京オリンピックへの出場を果たし、新型コロナウイルス感染症の世界的流行の影響で1年遅れて2021年7月26日に実施された同オリンピック女子55kg級では11位（スナッチ81kg・ジャーク102kg）となった。
2022年12月15日、同月末をもって約8年間在籍したALSOKを退社することが発表された。
2023年4月1日付で母校である金沢学院大学のスポーツ科学部助教とウエイトリフティング部コーチに就任する。競技活動については国際大会からは退くものの国内大会への出場には意欲を示している。

## 人物
笑顔で試技に臨むことで知られ、「かなえスマイル」として親しまれている。
2023年現在、日本アンチ・ドーピング機構でアスリート委員を務める。

## 自己記録
- 女子53kg級：スナッチ87kg、クリーン&ジャーク112kg、トータル199kg

## 主な競技歴
- 2008年　アジアユース53kg級 優勝
- 2009年　全国高校女子選手権53kg級 優勝
- 2009年　世界選手権48kg級 10位
- 2010年　全国高校女子選手権53kg級 優勝
- 2011年　全国高校女子選手権53kg級 優勝　[12]
- 2011年　全日本女子学生選手権53kg級 優勝
- 2012年　全日本ジュニア選手権53kg級 優勝[13]
- 2012年　全日本選手権53kg級 優勝[14]
- 2012年　ロンドンオリンピック 重量挙げ 女子53kg級 12位
- 2012年　全国都道府県対抗女子大会53kg級　優勝[15]
- 2012年　全日本大学対抗女子選手権53kg級　優勝[16]
- 2013年　全日本学生選抜大会53kg級　優勝[17]
- 2013年　全日本学生個人選手権53kg級　優勝
- 2013年　ユニバーシアード 重量挙げ 女子53kg級　金メダル
- 2013年　東アジア大会 重量挙げ 女子53kg級　銅メダル
- 2014年　全日本学生個人選手権　優勝[18]
- 2015年　全日本選手権53kg級　優勝
- 2016年　全日本選手権53kg級　優勝
- 2016年　リオデジャネイロオリンピック 重量挙げ 女子53kg級 6位
- 2016年　いわて希望郷国体　女子53kg級　スナッチ・クリーン＆ジャーク・トータル全て優勝[19]
- 2017年　ウエイトリフティング世界選手権 女子53kg級 6位
- 2021年　東京オリンピック 重量挙げ 女子55kg級 11位